# Rapha Condor JLT/Saison 2014
Dieser Artikel listet Erfolge und Fahrer des Radsportteams Rapha Condor JLT in der Saison 2014 auf.

## Erfolge in der UCI Asia Tour
In den Rennen der Saison 2014 der UCI Asia Tour gelangen die nachstehenden Erfolge.
| Datum       | Rennen                      | Kat. | Sieger          |
| ----------- | --------------------------- | ---- | --------------- |
| 9. Juni     | 2. Etappe Tour de Korea     | 2.1  | Richard Handley |
| 12. Juni    | 5. Etappe Tour de Korea     | 2.1  | Michael Cuming  |
| 14. Juni    | 7. Etappe Tour de Korea     | 2.1  | Hugh Carthy     |
| 8.–15. Juni | Gesamtwertung Tour de Korea | 2.1  | Hugh Carthy     |

## Erfolge in der UCI Africa Tour
In den Rennen der Saison 2014 der UCI Africa Tour gelangen die nachstehenden Erfolge.
| Datum    | Rennen             | Kat. | Sieger                |
| -------- | ------------------ | ---- | --------------------- |
| 8. April | Prolog Mzansi Tour | 2.2  | Mannschaftszeitfahren |

## Erfolge in der UCI Europe Tour
In den Rennen der Saison 2014 der UCI Europe Tour gelangen die nachstehenden Erfolge.
| Datum         | Rennen                                     | Kat. | Sieger         |
| ------------- | ------------------------------------------ | ---- | -------------- |
| 25. März      | 1. Etappe Tour de Normandie                | 2.2  | Thomas Moses   |
| 18. April     | 3. Etappe Tour du Loir-et-Cher             | 2.2  | Graham Briggs  |
| 16.–20. April | Gesamtwertung Tour du Loir-et-Cher         | 2.2  | Graham Briggs  |
| 28. April     | Rutland-Melton International CiCLE Classic | 1.2  | Thomas Moses   |
| 22. Juni      | Beaumont Trophy                            | 1.2  | Kristian House |

## Abgänge – Zugänge
| Zugänge           | Team 2013     | Abgänge        | Team 2014 |
| ----------------- | ------------- | -------------- | --------- |
| Graham Briggs     | Team Raleigh  | James McCallum | Team NFTO |
| Thomas Moses      | Team Raleigh  | Arron Buggle   | Unbekannt |
| Chris Opie        | Team UK Youth |                |           |
| Jack Sadler       | Neoprofi      |                |           |
| Daniel Whitehouse | Neoprofi      |                |           |

## Mannschaft
| Name                | Geburtstag        | Nationalität           |
| ------------------- | ----------------- | ---------------------- |
| Graham Briggs       | 14. Juli 1983     | Vereinigtes Königreich |
| Hugh Carthy         | 9. Juli 1994      | Vereinigtes Königreich |
| Edward Clancy       | 12. März 1985     | Vereinigtes Königreich |
| Michael Cuming      | 18. Dezember 1990 | Vereinigtes Königreich |
| Felix English       | 11. Oktober 1992  | Irland                 |
| Luke Grivell-Mellor | 9. Februar 1993   | Vereinigtes Königreich |
| Richard Handley     | 1. September 1990 | Vereinigtes Königreich |
| Kristian House      | 6. Oktober 1979   | Vereinigtes Königreich |
| Edward Laverack     | 27. Juli 1994     | Vereinigtes Königreich |
| Thomas Moses        | 3. Mai 1992       | Vereinigtes Königreich |
| Chris Opie          | 22. Juli 1987     | Vereinigtes Königreich |
| Elliott Porter      | 31. Dezember 1991 | Vereinigtes Königreich |
| Jack Sadler         | 25. Januar 1995   | Vereinigtes Königreich |
| Will Stephenson     | 27. Dezember 1994 | Vereinigtes Königreich |
| Daniel Whitehouse   | 12. Januar 1995   | Neuseeland             |